# Matthew Clarke
Matthew Clarke (* 29. April 1995 in Melbourne) ist ein australischer Leichtathlet, der sich auf den Hindernislauf spezialisiert hat. 2024 wurde er in Suva Ozeanienmeister über 3000 m Hindernis.

## Sportliche Laufbahn
Erste internationale Erfahrungen sammelte Matthew Clarke im Jahr 2019, als er bei den Ozeanienmeisterschaften in Townsville in 8:45,14 min die Bronzemedaille über 3000 m Hindernis hinter seinen Landsleuten Ben Buckingham und Max Stevens. Anschließend gelangte er bei der Sommer-Universiade in Neapel mit 8:43,91 min auf Rang zehn. 2021 nahm er an den Olympischen Sommerspielen in Tokio teil und schied dort mit 8:42,37 min im Vorlauf aus. 2023 siegte er in 8:26,91 min beim Brisbane Track Classic und schied bei den Weltmeisterschaften in Budapest mit 8:40,92 min in der Vorrunde aus. Im Jahr darauf siegte er in 8:31,00 min bei den Ozeanienmeisterschaften in Suva, ehe er bei den Olympischen Sommerspielen in Paris mit 8:49,85 min den Finaleinzug verpasste.
In den Jahren 2022 und 2024 wurde Clarke australischer Meister im 3000-Meter-Hindernislauf sowie 2022 im 12-km-Straßenlauf.

## Persönliche Bestleistungen
- 1500 Meter: 3:42,03 min, 9. April 2022 in Brisbane
- 3000 Meter: 7:49,20 min, 12. März 2022 in Sydney
- 5000 Meter: 13:40,39 min, 27. November 2021 in Adelaide
- 10.000 Meter: 28:39,02 min, 14. Dezember 2019 in Melbourne
- 3000 m Hindernis: 8:20,06 min, 18. Juni 2024 in Bilbao